# Cuniana
Cuniana é uma vila e comuna rural da circunscrição de Cutiala, na região de Sicasso ao sul do Mali. Segundo censo de 1998, havia 2 186 residentes, enquanto segundo o de 2009, havia 3 294. A comuna inclui 2 vilas, Cuniana e Nadiasso.